# Адна Чаффі
Адна Романса Чаффі (англ. Adna Romanza Chaffee; 14 квітня 1842, Орвелл — 1 листопада 1914, Лос-Анджелес) — американський воєначальник, генерал-лейтенант армії США, 2-й начальник штабу армії США (1904—1906). Учасник Індіанських, Громадянської, Іспансько-американської та Філіппінсько-американської війн.

## Біографія
Адна Романса Чаффі народився 14 квітня 1842 року в місті Орвелл, штат Огайо. Коли в липні 1861 року почалася Громадянська війна в США, Чаффі записався в армію Союзу рядовим 6-го кавалерійського полку США. У 1862 році Чаффі отримав звання сержанта і взяв участь у кампанії на півострові та у битві при Антітемі. У вересні того ж року він став першим сержантом роти «К». У травні 1863 року присвоєне перше офіцерське звання другий лейтенант.
3 липня 1863 року його 6-й кавалерійський полк, який діяв окремо від 1-ї кавалерійської дивізії Союзу генерала Джона Буфорда, хоча й поступався чисельно противникові, атакував кавалерійський полк Конфедерації поблизу Ферфілда, штат Пенсільванія, неподалік від Геттісберга. В ході подальших боїв Чаффі був поранений і нетривалий час побував у полоні конфедератів. Загалом він служив у 6-му кавалерійському полку до кінця війни, був двічі поранений. У лютому 1865 року отримав звання першого лейтенанта. За його «відважні та гідні» дії в битві при Будинку суду Дінвідді він отримав звання капітана.
Після війни Чаффі став членом Військового ордену Вірного легіону США.
Після війни Чаффі вирішив залишитися в армії. Незабаром його відправили на західний кордон, в жовтні 1867 року він отримав звання капітана регулярних військ. Протягом наступних тридцяти років він брав участь у індіанських війнах, воюючи з племенами Центральних рівнин і Південно-західних територій. У 1868 році він отримав звання майора за свої дії в Пейнт-Крік, Техас. У наступні роки він багато разів вступав у бої з індіанцями, особливо на Ред-Рівер у 1874 році, та в Біг-Драй-Вош, штат Аризона, у 1882 році, за що він отримав звання підполковника.
У липні 1888 року був переведений до 9-го кавалерійського полку. З 1894 по 1896 рік служив інструктором з тактики в армійській Піхотній і Кавалерійській школі у Форт Лівенворті. У червні 1897 року Чаффі отримав звання полковника та перевівся до 3-го кавалерійського полку, де служив комендантом Кавалерійської школи у форті Райлі до 1898 року.
З початком іспансько-американської війни в 1898 році Чаффі отримав під своє командування бригаду і у травні того ж року отримав звання бригадного генерала добровольців, а в липні після перемоги під Ель-Кані — генерал-майора добровольців. З кінця 1898 року до травня 1900 року він служив начальником штабу військового губернатора Куби генерала Леонарда Вуда, отримавши звання полковника регулярних військ у травні 1899 року. Він був членом Товариства армії Сантьяго, військового товариства офіцерів, які служили на Кубі.
У червні 1900 року в Китаї спалахнуло Боксерське повстання. Через місяць полковник Чаффі був відправлений до Китаю як командувач американського угруповання в Китайську експедицію допомоги. Експедиція була частиною міжнародних сил, спрямованих для порятунку громадян Заходу та придушення повстання тамтешнього населення. Чаффі брав участь в експедиції Газеле, а згодом у Пекінській битві, в якій було звільнено дипломатичний корпус багатьох держав світу. У 1900—1901 роках американські війська були включені до складу союзних окупаційних військ у Пекіні. Як американський командир у співпраці з китайськими чиновниками Чаффі проводив місії з надання послуг населенню щодо здоров'я, підтримки правопорядку та поліції. Чаффі зробив висновок, що азіати поважали лише вищу силу. Перепризначений на Філіппіни, він застосував там уроки, поєднуючи доброзичливість і заходи охорони здоров'я з силою та співпрацею з місцевими чиновниками.
У лютому 1901 року Чаффі отримав звання генерал-майора Регулярної армії. З липня того ж року до жовтня 1902 року він обіймав посаду військового губернатора Філіппін. На цей період припав початок другої фази філіппіно-американської війни.
У жовтні 1902 року Чаффі став командувачем Східного департаменту, на цій посаді він був до жовтня 1903 року. У січні 1904 року йому присвоєне звання генерал-лейтенанта, а з 9 січня 1904 року до 14 січня 1906 року посідав найвищу посаду в американській армії — начальник штабу армії США. 1 лютого 1906 року Чаффі був відправлений у відставку за власним бажанням.
Вийшовши на пенсію, він переїхав до Лос-Анджелеса, де був призначений президентом Ради громадських робіт міста Лос-Анджелес.